# Gossas
Gossas è un centro abitato del Senegal, situato nella Regione di Fatick e capoluogo del Dipartimento di Gossas.